# Дахштајн (Француска)
Дахштајн (фр. Dachstein) насеље је и општина у источној Француској у региону Алзас, у департману Доња Рајна која припада префектури Молсхајм.
По подацима из 2011. године у општини је живело 1650 становника, а густина насељености је износила 221,18 становника/km². Општина се простире на површини од 7,46 km². Налази се на средњој надморској висини од 160 метара (максималној 170 m, а минималној 159 m).

## Демографија
| 1962. | 1968. | 1975. | 1982. | 1990. | 1999. | 2011. |
| ----- | ----- | ----- | ----- | ----- | ----- | ----- |
| 620   | 788   | 952   | 936   | 957   | 1.271 | 1.650 |

График промене броја становника у току последњих година